# الجيش الأول (فرنسا)
الجيش الأول ( (بالفرنسية: 1re Armée)‏ كان الجيش الميداني لفرنسا التي قاتلت خلال الحرب العالمية الأولى والحرب العالمية الثانية. كانت نشطة أيضا خلال الحرب الباردة.

## الحرب العالمية الثانية

### 1940
الجيش الأول لم يعد موجودًا رسميًا في 29 مايو، على الرغم من فرار جزء من الجنود البريطانيين.

## الحرب الباردة
خلال الحرب الباردة كان الجيش الأول نشطًا مرة أخرى. كان مقر الجيش في ستراسبورغ، وربما كان أيضًا في ميتز لفترة. لفترة من الوقت، كان قائد الجيش هو الحاكم العسكري لستراسبورج (راجع فندق ديز دو بونت ).

## القادة

### الحرب العالمية الأولى
- الجنرال أوغست دبي ( التعبئة - 5 يناير 1915)
- الجنرال بيير روك (من 5 يناير 1915 إلى 25 مارس 1916)
- الجنرال أوليفييه مازل (25-31 مارس 1916)
- الجنرال أوغسطين جيرار (31 مارس - 31 ديسمبر 1916)
- الجنرال إميل فيول (31 ديسمبر 1916 - 6 مايو 1917)
- الجنرال جوزيف ألفريد ميشيلر (6 مايو - 1 يونيو 1917)
- الجنرال هنري غورو (1-15 يونيو 1917)
- الجنرال فرانسوا أنطوان (15 يونيو - 21 ديسمبر 1917)
- الجنرال ماري أوجين دبيني (21 ديسمبر 1917 - الهدنة )

### الحرب العالمية الثانية
- الجنرال جورج بلانشارد (2 سبتمبر 1939 - 26 مايو 1940)
- جنرال رينيه بريو (26-29 مايو 1940)
- الجنرال جان دي لاتري دي تاسيني (سبتمبر 1944)   - 1 أغسطس 1945)